# جانلوكا بيسوتو
جانلوكا بيسوتو (Gianluca Pessotto) (ولد 11 أغسطس 1970) هو لاعب كرة قدم إيطالي سابق، شارك في كأس العالم 1998.

## روابط خارجية
- جانلوكا بيسوتو على موقع الاتحاد الدولي (مؤرشف)  (الإنجليزية)
- جانلوكا بيسوتو على موقع الاتحاد الأوربي (الإنجليزية)
- جانلوكا بيسوتو على موقع قاعدة بيانات كرة القدم.إي يو (الإنجليزية)
- جانلوكا بيسوتو على موقع ناشيونال فوتبول تيمز (الإنجليزية)
- جانلوكا بيسوتو على موقع Soccerway.com (الإنجليزية)
- جانلوكا بيسوتو على موقع عالم كرة القدم.نت (الإنجليزية)

1. ↑  "معلومات عن جانلوكا بيسوتو على موقع footballdatabase.eu". footballdatabase.eu. مؤرشف من الأصل في 2019-08-31.
2. ↑  "معلومات عن جانلوكا بيسوتو على موقع int.soccerway.com". int.soccerway.com. مؤرشف من الأصل في 2018-02-11.
3. ↑  "معلومات عن جانلوكا بيسوتو على موقع static.fifa.com". static.fifa.com. مؤرشف من الأصل في 2019-08-31.

- Report on Channel 4 Website
- Jonathan O'Brien, The Sunday Business Post, 16 July 2006, "The Italian Job"